# Volleyteam Roeselare
Volleyteam Roeselare är en volleybollklubb (herrar) från Roeselare, Belgien. Klubben grundades 12 februari 1964 och har spelat i Liga A (högsta divisionen) sedan säsongen 1982/1983. Den har blivit belgiska mästare 14 gånger, och vunnit belgiska cupen 15 gånger. Internationellt är lagets främst merit dess seger i Top Team Cup 2001/2002.